# Jesús Huguet Pascual
Jesús Huguet Pascual (Onda, 16 de març de 1944) és un escriptor, editor, sociolingüista i polític valencià. És secretari executiu del Consell Valencià de Cultura des del 2004.
Estudià dret i filologia, és diplomat en telecomunicacions i relacions públiques i humanes. Huguet ha estat professor convidat de la Universitat de València i d'altres internacionals. Ha estat director del Servei de Publicacions i de Política Lingüística de la Generalitat Valenciana de diversos governs del socialista Joan Lerma. A les eleccions a les Corts Valencianes de 1995 fou elegit diputat per Castelló a les llistes del PSPV. Fou vocal de la Comissió de Cultura de les Corts Valencianes.
Pel que fa al seu vessant com a escriptor, Jesús Huguet ha publicat diversos poemaris, assajos com Els darrers: generació del 70 i estudis històrics com Orígenes de la imprenta valenciana.
Tot i residir a Alberic (Ribera Alta), el 2009 va rebre el Seny Onder, un premi que atorga anualment l'Ateneu Mercantil i Cultural d'Onda als onders més destacats. Huguet és membre també de l'Associació d'Escriptors en Llengua Catalana i de la Societat General d'Autors i Editors (SGAE).